# スター高橋 ドッキリ!マル秘報告
『スター高橋 ドッキリ!マル秘報告』（スターたかはし ドッキリ!まるひほうこく）は、2003年9月29日から2006年3月31日まで九州朝日放送ラジオ（KBCラジオ）で放送されていたワイド番組である。放送時間は毎週月曜 - 金曜 9:00 - 12:00 （日本標準時）。パーソナリティはスター高橋こと高橋徹郎と吉野綾。

## スケジュール
あくまでも目安である。
- 9:00 オープニング
- 9:05 とくだねマーケット
- 9:15 ドッキリ!解決探偵団 テーマ発表
- 9:25 ラジオショッピング
- 9:30 血液型占い1・交通情報
- 9:35 日刊!タカハシ
- 9:40 純喫茶・谷村新司（文化放送製作）
- 9:50 占い2・ニュース・天気
- 10:00 ドッキリデパート
- 10:15 ジャパネットたかたラジオショッピング
- 10:22 ひまわり号レポート
- 10:30 占い3・交通情報
- 10:35 お父さん!大好き記念日（月）／あややお婆ちゃんの知恵袋（火）／出てこんみ見にこん八女日記（水）／絵本の時間おはなしマラソン（木・金）（2004年9月までは全曜日「本の気持ち」だった）
- 10:48 TOYOTA DRIVING TALK （ニッポン放送製作）
- 10:54 占い4・ニュース・天気・レースガイド
- 11:00 ドッキリ!解決探偵団 解決編
- 11:10 おいしい昼ご飯
- 11:15 テレフォン人生相談（ニッポン放送製作）
- 11:35 お願い4桁チャレンジ4
- 11:40 ラジオショッピング
- 11:45 ニュース・天気
- 11:54 久光製薬 リラックスタイム 感動!＄100万・エンディング